# Filmes de 1950 da Allied Artists Pictures
- Em 1950, a Allied Artists lançou um total de 11 filmes.
- Todos, exceto Short Grass e Southside 1-1000, são produções do Reino Unido.[1][2]

## Filmes do ano
| Título Original        | Título no Brasil   | Estrelado por  | Dirigido por       | Gênero   |
| ---------------------- | ------------------ | -------------- | ------------------ | -------- |
| Bond Street            | A Rua da Vaidade   | Jean Kent      | Gordon Parry       | Drama    |
| The Dancing Years      | A Valsa Eterna     | Dennis Price   | Harold French      | Musical  |
| For Them That Trespass | O Transgressor     | Stephen Murray | Alberto Cavalcanti | Policial |
| Last Holiday           |                    | Alec Guinness  | Henry Cass         | Comédia  |
| Mrs. Fitzherbert       |                    | Peter Graves   | Montgomery Tully   | Drama    |
| No Room at the Inn     |                    | Freda Jackson  | Dan Birt           | Drama    |
| Silent Dust            | Os Mortos Falam    | Sally Gray     | Lance Comfort      | Policial |
| The Queen of Spades    | A Dama de Espadas  | Anton Walbrook | Thorold Dickenson  | Drama    |
| Short Grass            | Terra de Sangue    | Rod Cameron    | Lesley Selander    | Faroeste |
| Southside 1-1000       | Dinheiro Sangrento | Don DeFore     | Boris Ingster      | Policial |
| While the Sun Shines   |                    | Barbara White  | Anthony Asquith    | Comédia  |